# Virgínia Rau
Pour les articles homonymes, voir Rau.
Virgínia Rau, née le 4 décembre 1907 à Lisbonne et morte dans la même ville le 2 novembre 1973 , est une historienne portugaise, spécialiste de l'histoire économique du Portugal du Moyen Âge tardif jusqu'à l'époque moderne.

## Biographie
Virgínia Rau nait le 4 décembre 1907 dans la paroisse de Anjos, à Lisbonne, de Luiz Rau Junior et Matilde Bivar de Paula Robertes,. Durant sa jeunesse, notamment à la fin des années 1920 et dans les années 1930, elle voyage en Allemagne et en France, notamment pour y suivre des cours et y consulter des bibliothèques et des archives.
À une époque où peu de personnes, et encore moins de femmes, avaient accès aux études supérieures, Virgínia Rau décroche une licence en sciences historiques à la Faculté de lettres de l'Université de Lisbonne le 23 juillet 1943. Poursuivant dans la même discipline, elle y soutient sa thèse de doctorat le 4 février 1947. Le 11 mars 1952, elle est reçue à l'unanimité aux épreuves publiques du concours de professeur extraordinaire en sciences historiques et philosophiques de la Faculté des lettres de Lisbonne. À partir d'avril 1952, elle occupe les chaires d'histoire du Portugal et d'histoire médiévale qui lui avaient déjà été confiées à titre exceptionnel auparavant, et titularisée en décembre de la même année. Elle devient secrétaire de la Faculté des Lettres du 4 décembre 1957 au 17 juin 1959 et présidente de cette même faculté du 23 novembre 1964 au 11 mars 1969.
Elle meurt à Lisbonne le 2 novembre 1973.

## Travaux
Historienne, Virgínia Rau se spécialise dans l'histoire économique du Portugal, notamment les activités des marchands étrangers au Portugal du XIVe au XVIIIe siècle, l'économie du sel, le trafic portuaire. Ses travaux permettent dès la fin des années 1940 une grande avancée de la discipline,,.
Certaines des conclusions auxquelles Virgínia Rau est arrivée sont remises en cause au début du XXIe siècle, notamment concernant l'implication des marchands portugais — et non seulement brésiliens ou angolais — dans le commerce triangulaire.

## Prix et distinctions
- Grand Officier de l'Ordre de l'Instruction publique

## Publications
Seule ou en collaboration, Virgínia Rau a publié 103 titres.